# ورق نشاف زيت الوجه

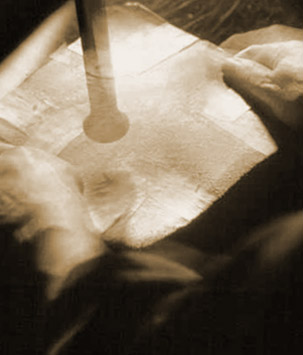
ضرب الذهب

ورق نشاف زيت الوجه الياباني التقليدي.«ورق إزالة الزيت» كما يوحي المصطلح يمتص الورق الزيت الزائد؛ وبالتالي إزالة اللمعان من الوجه. تم استخدامه بشكل متعارف عليه من قبل الممثلين للحفاظ على مظهر المكياج نضر طوال وقت العروض. في العصر الحديث تزايدت شعبية استخدامه اليومي بين النساء بسبب فوائده المختلفه للعناية بالبشرة والمكياج. يعمل أيضاً بشكل جيد في المحافظة على توازن الماء والزيت في الجلد ويمنع مشاكل الجلد.

## الإنتاج
يتم صنع ورق نشاف زيت الوجه الياباني التقليدي من أفضل اصناف اوراق الأباكا النشاف، بدلاً من لب الورق أو ورق الأرز . على الرغم انه يعرف أحياناً بقنب مانيلا اوقنب سيبو أو قنب دافاو، فإن نبات الأباكا لا يرتبط بالقنب الحقيقي. يحدد المكتب الفلبيني للألياف وخدمة التفتيش ما مجموعه 15 درجة من الأباكا، وأفضلها مأخوذ من غمد الأوراق الموجود بالقرب من مركز جذع الأباكا . ورق نشاف زيت الوجه الياباني التقليدي هو في الأساس منتج ثانوي من عملية حرفية تقليدية متجذرة بعمق في الثقافة اليابانية، ويتم إنتاجه من المواد التي يتم التخلص منها، يمكن تحويل ورق نشاف زيت الوجه الياباني التقليدي إلى سماد طبيعي وتحلله مرة أخرى في الأرض. لا يتم استخدام المواد الكيميائية النفطية في إنتاجها. ونتيجة لذلك؛ فإن له تأثيره على البيئة منخفض نسبيًا.

## التاريخ
تم اكتشاف ورق نشاف زيت الوجه الياباني لصفاته الممتصة للنفط منذ عدة مئات السنين، ولكنه كان موجوداً بالفعل كمنتج ثانوي لعملية صنع أوراق الذهب منذ أكثر من ألف عام في كيوتو . استخدمه حرفيوا اوراق الذهب في كانازاوا هذه الورقة المتخصصة لحماية الذهب أثناء تقنيه ضرب الذهب القوي.
ضربات الذهبخلال فترة(794م-1192م)، كان الطلب مرتفعاً للغايه حيث تم استخدام الذهب في تزيين المعابد وفي تزويد الإمبراطور والنبل بمفروشات وحرف عالية الجودة. وبالتالي؛ تم نقل الكتير من ورق نشاف زيت الوجه إلى كيوتو كغلاف للأوراق الذهب الرقيقه .
خلال فترة (1867-1603) انتشرت الشائعات بسرعه في جميع أنحاءكيوتو بأن «ورق نشاف زيت الوجه الياباني تجعلك تشعر وكأنك استحمتت» فوجئ الناس برؤية كمية النفط التي امتصتها قطعه ورق رقيقة فقط، والتي تم التخلص منها بعد ذالك. كانت هذه اللحظة التي ولد فيها ورق نشاف زيت الوجه الياباني التقليدي.

## الاستخدام
خلال فترة إيدو ، تم بناء ميناميزا، أول مسرح كابوكي في اليابان ، في كيوتو عام 1610 ، حيث كان ممثلو الكابوكي ، مثل الغيشا، ممتنين بشكل خاص لامتلاكهم منتجًا يساعد في الحفاظ على مكياجهم السميك بامتصاص الزيت والعرق الزائد، أثناء أدائهم في المسارح غير المكيفة. ونتيجة لذلك، ازدهرت ثقافة ورق نشاف زيت الوجه الياباني التقليدي في كيوتو.
تم تقديم ورق نشاف زيت الوجه الياباني التقليدي كهدية لغيشا اليابانية في كيوتو من قبل حرفيي الذهب ، الذين كانوا يتسكعون حول المقاهي، وهي المؤسسات الحصرية المعروفة أيضًا باسم (Ochaya ). يضع الغيشا أساس مكياج سميك أبيض في وقت محدود أثناء العروض. ستستخدم الغيشا أيضًا ورق نشاف زيت الوجه الياباني التقليدي لإعداد وتثبيت مكياجها ، حيث أنها ستستمتع عادة لساعات.